# Valprionde
Valprionde est une ancienne commune française située dans le département du Lot, en région Midi-Pyrénées, devenue, le 1er janvier 2016, une composante de la commune nouvelle de Montcuq-en-Quercy-Blanc.

## Géographie

### Description
Le village traditionnel de Valprionde se trouve à 9 km de Montaigu-de-Quercy (Tarn-et-Garonne) et à 11 km de Montcuq (Lot). Il est composé d'une église, de moins d'une dizaine d'habitations authentiques du Quercy Blanc et est exempt de constructions récentes.
L'habitat récent est encore peu présent. Ce qui donne à ce village l’aspect d’un territoire préservé. La presque totalité des constructions anciennes est issue de l’activité agricole, l’architecture est donc typique des pratiques culturales. Certaines fermes sont isolées et implantées au milieu de leurs terres agricoles mais plusieurs d’entre elles se sont regroupées pour former une série de hameaux dispersés.

### Hameaux
le Farguiel, la Longagne, la Roque, la Serre, Paillas, Rouzet, Saint Félix...

### Communes limitrophes
Le village est limitrophe du département de Tarn-et-Garonne.
|                           | Montaigu-de-Quercy (Tarn-et-Garonne) | Belmontet (Montcuq-en-Quercy-Blanc)    |
| Belvèze (Tarn-et-Garonne) | Valprionde                           | Sainte-Croix (Montcuq-en-Quercy-Blanc) |
|                           | Bouloc-en-Quercy (Tarn-et-Garonne)   | Lebreil (Montcuq-en-Quercy-Blanc)      |

## Toponymie
Le toponyme Valprionde est de formation romane basé sur val issu du latin vallis et de l'occitan prionda, prigonda féminin de prigond du latin profundus. Le tout désigne une vallée profonde.

## Histoire
Fusion de communes
Dans un contexte de baisse des dotations de l'État, et afin d'obtenir le maintien de la DGF, de réaliser des économies, de mutualiser les moyens, tout en gardant une certaine autonomie aux anciennes communes, les communes de Belmontet, Lebreil, Montcuq, Sainte-Croix et Valprionde décident de fusionner pour former la commune nouvelle de Montcuq-en-Quercy-Blanc.
Celle-ci est créée le 1er janvier 2016, entraînant la transformation des cinq anciennes communes en « communes déléguées » dont la création a été décidée par un arrêté préfectoral du 20 octobre 2015,.
Le fonctionnement des mairies annexes ayant été suspendu depuis avril 2019, si ce n'est pour l'enregistrement des actes d'état-civil et afin de résuire les frais de fonctionnement de la structure, le conseil municipal du 26 mai 2020, après avoir réélu le maire sortant après les élections municipales de 2020 dans le Lot, a décidé de supprimer les communes déléguées de Montcuq, Lebreil, Sainte-Croix, Valprionde et Belmontet pour ne plus faire qu’une seule entité territoriale : Montcuq-en-Quercy-Blanc.

## Politique et administration
| Période                                  | Période       | Identité                | Étiquette | Qualité |
| ---------------------------------------- | ------------- | ----------------------- | --------- | ------- |
| Les données manquantes sont à compléter. |               |                         |           |         |
| 1802                                     | 1831          | Charles Laborie         |           |         |
| 1831                                     | 06.04.1832    | Baptiste Hugon          |           |         |
| 1832                                     | 1835          | Jean Castagnie          |           |         |
| 1835                                     | 1836          | Jean-françois Solacroup |           |         |
| 1836                                     | 1845          | Raymond Cambou          |           |         |
| 1845                                     | 1848          | Castagne                |           |         |
| 1848                                     | 09.05.1865    | Antoine Hugon           |           |         |
| 05.1865                                  | 09.1865       | Jean Paillas            |           |         |
| 1865                                     | 1872          | François Nadal          |           |         |
| 1872                                     | 1888          | Charles Laborie 'de)    |           |         |
| 1888                                     | 1900          | Jean Basile Quintard    |           |         |
| 2001                                     | 2008          | Michel Castagné         |           |         |
| 2008                                     | 2014          | Paul Ficat              |           |         |
| 2014                                     | décembre 2015 | Patrice Caumon          |           |         |

## Démographie
L'évolution du nombre d'habitants est connue à travers les recensements de la population effectués dans la commune depuis 1793. À partir du 1er janvier 2009, les populations légales des communes sont publiées annuellement dans le cadre d'un recensement qui repose désormais sur une collecte d'information annuelle, concernant successivement tous les territoires communaux au cours d'une période de cinq ans. 
Pour les communes de moins de 10 000 habitants, une enquête de recensement portant sur toute la population est réalisée tous les cinq ans, les populations légales des années intermédiaires étant quant à elles estimées par interpolation ou extrapolation. Pour la commune, le premier recensement exhaustif entrant dans le cadre du nouveau dispositif a été réalisé en 2008,.
En 2013, la commune comptait 116 habitants, en évolution de −9,38 % par rapport à 2008 (Lot : +0,05 %, France hors Mayotte : +2,49 %).
| 1793 | 1800 | 1806 | 1821 | 1831 | 1836 | 1841 | 1846 | 1851 |
| ---- | ---- | ---- | ---- | ---- | ---- | ---- | ---- | ---- |
| 495  | 738  | 835  | 722  | 726  | 746  | 733  | 680  | 659  |

| 1856 | 1861 | 1866 | 1872 | 1876 | 1881 | 1886 | 1891 | 1896 |
| ---- | ---- | ---- | ---- | ---- | ---- | ---- | ---- | ---- |
| 706  | 691  | 641  | 611  | 559  | 514  | 515  | 507  | 512  |

| 1901 | 1906 | 1911 | 1921 | 1926 | 1931 | 1936 | 1946 | 1954 |
| ---- | ---- | ---- | ---- | ---- | ---- | ---- | ---- | ---- |
| 506  | 444  | 424  | 317  | 322  | 318  | 314  | 256  | 238  |

| 1962 | 1968 | 1975 | 1982 | 1990 | 1999 | 2008 | 2013 | - |
| ---- | ---- | ---- | ---- | ---- | ---- | ---- | ---- | - |
| 194  | 174  | 159  | 148  | 149  | 152  | 128  | 116  | - |

## Économie
Viticulture, lieu de production du coteaux-du-quercy (AOVDQS).

## Culture locale et patrimoine

### Lieux et monuments

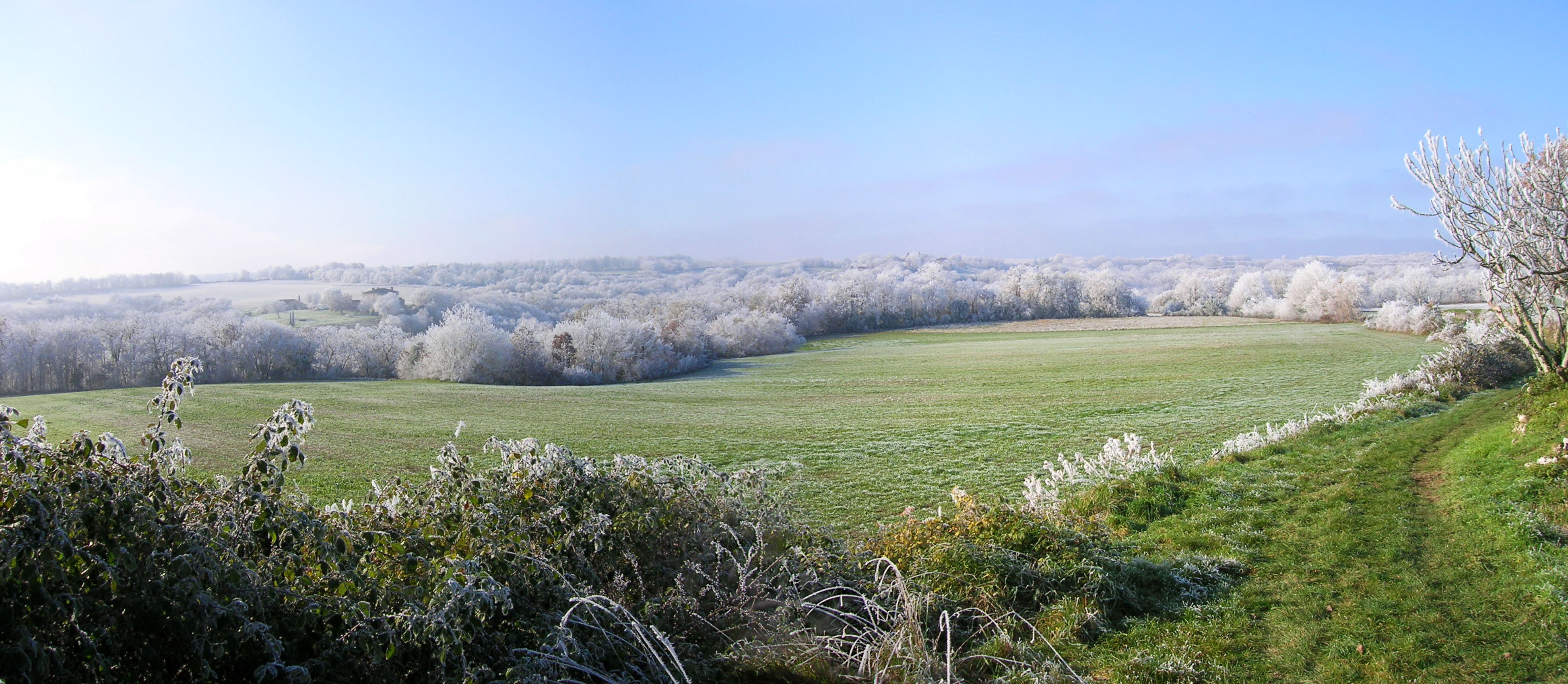
Un panorama : la résidence de Montplan (à gauche) vue depuis Le Farguiel

Valprionde possède deux églises : Saint-Antoine et Saint-Félix.

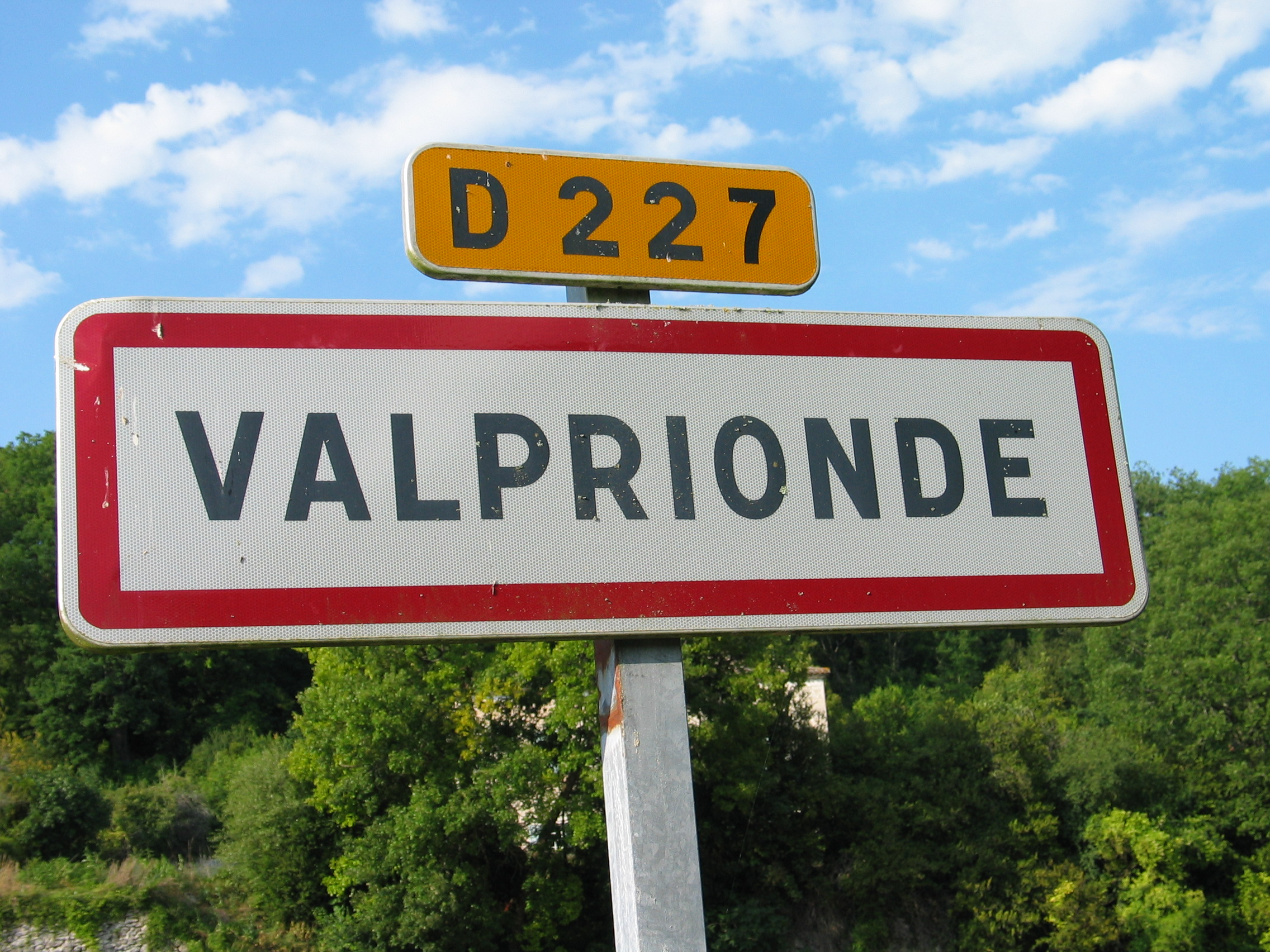
Panneau de signalisation à l’entrée du village.
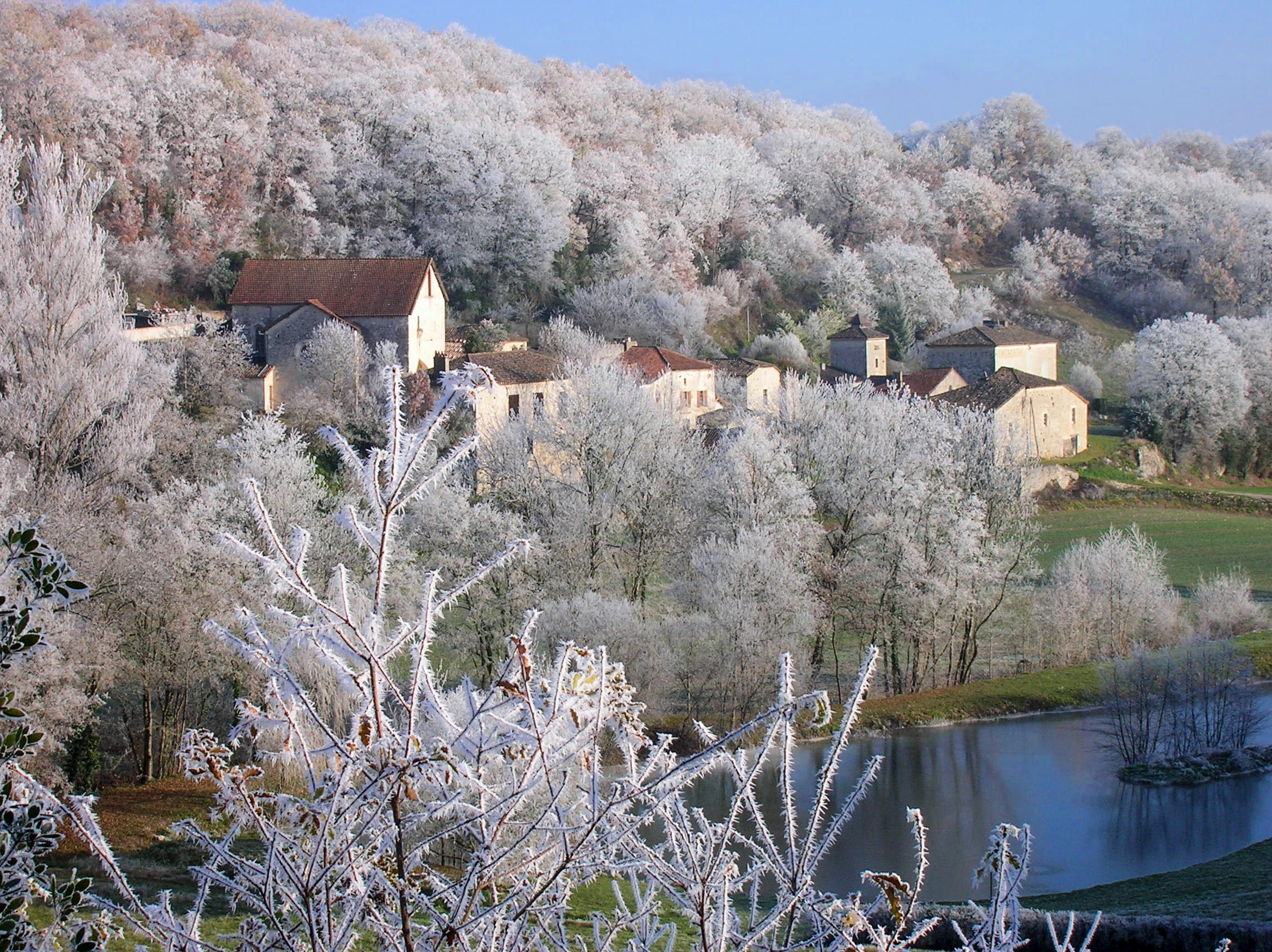
Panorama du village sous le givre automnal.
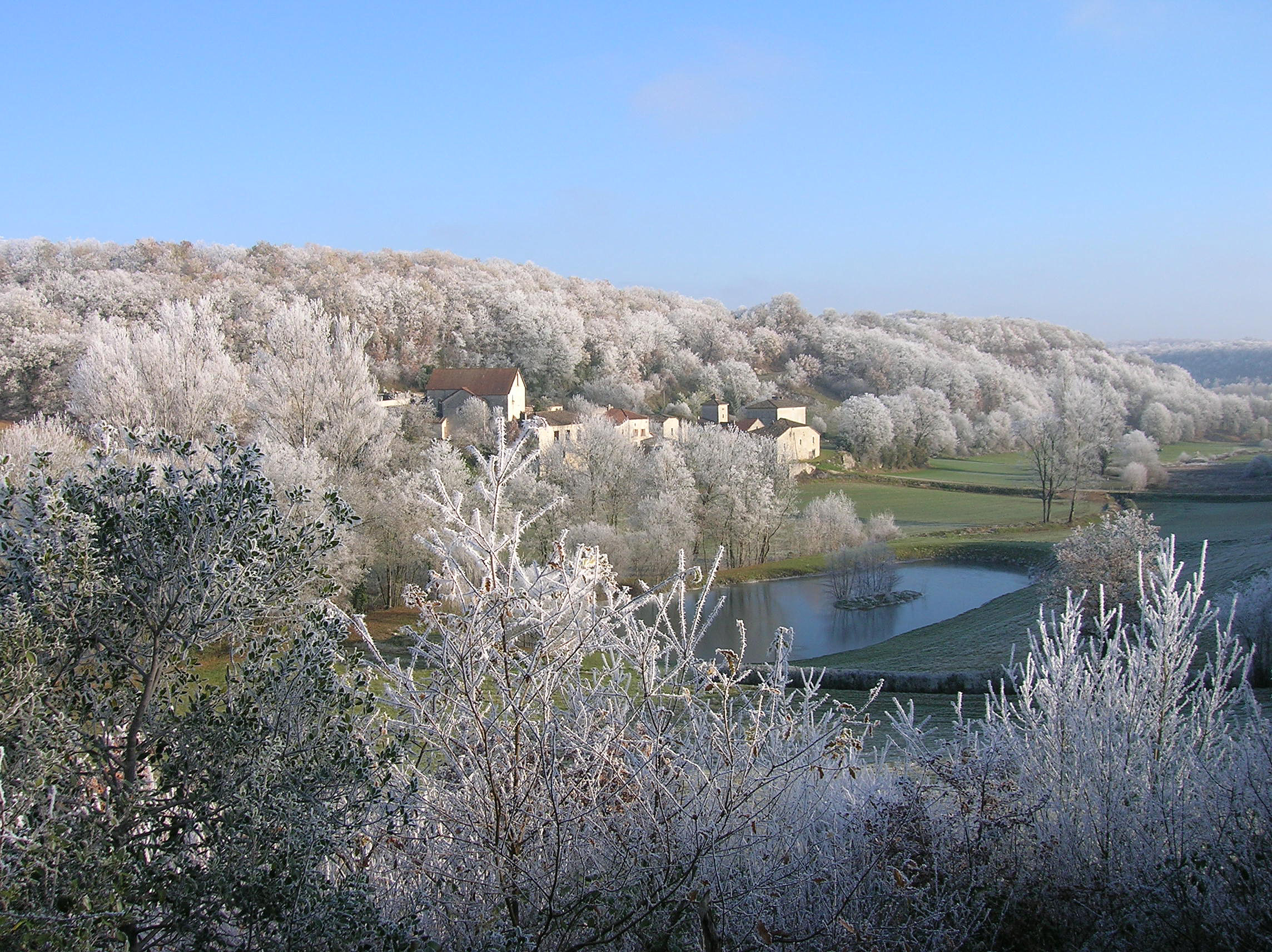
Le village sous le givre de l'automne.
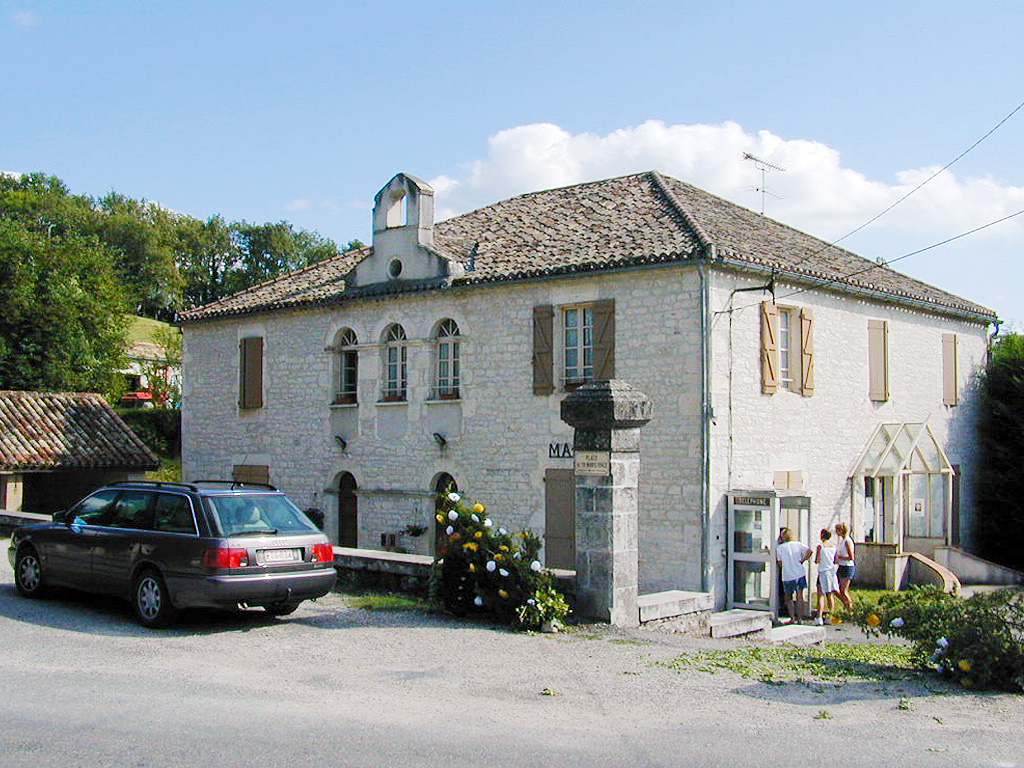
La marie à Moulin-Bessou.
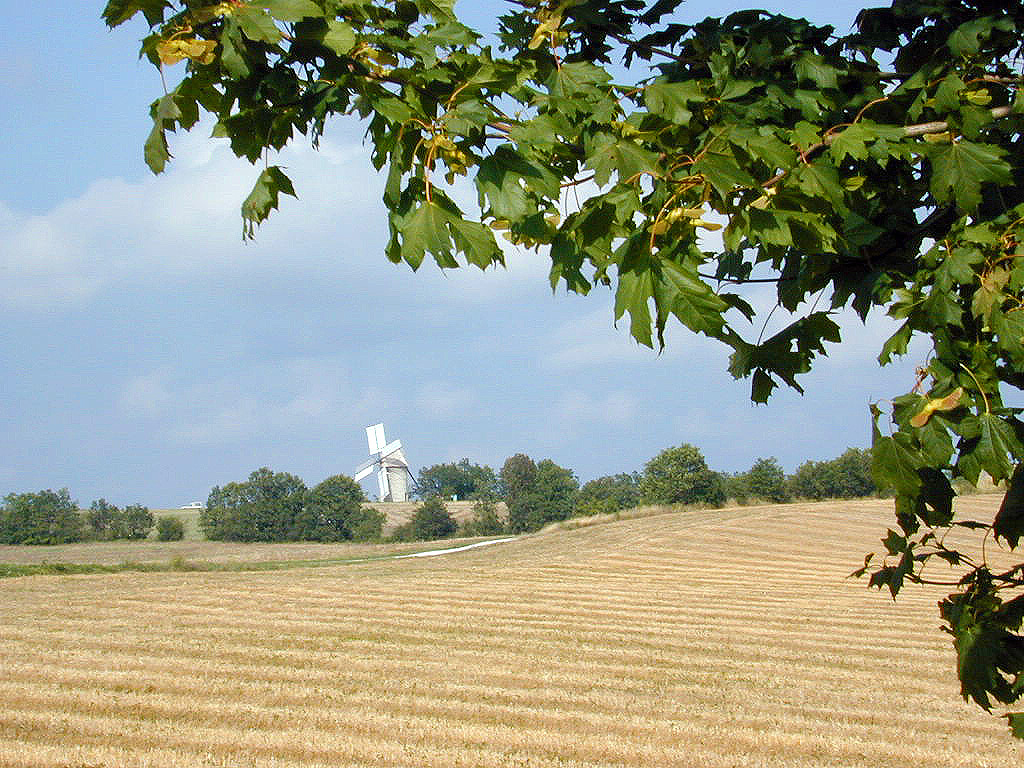
Le moulin de Bagor l'été.
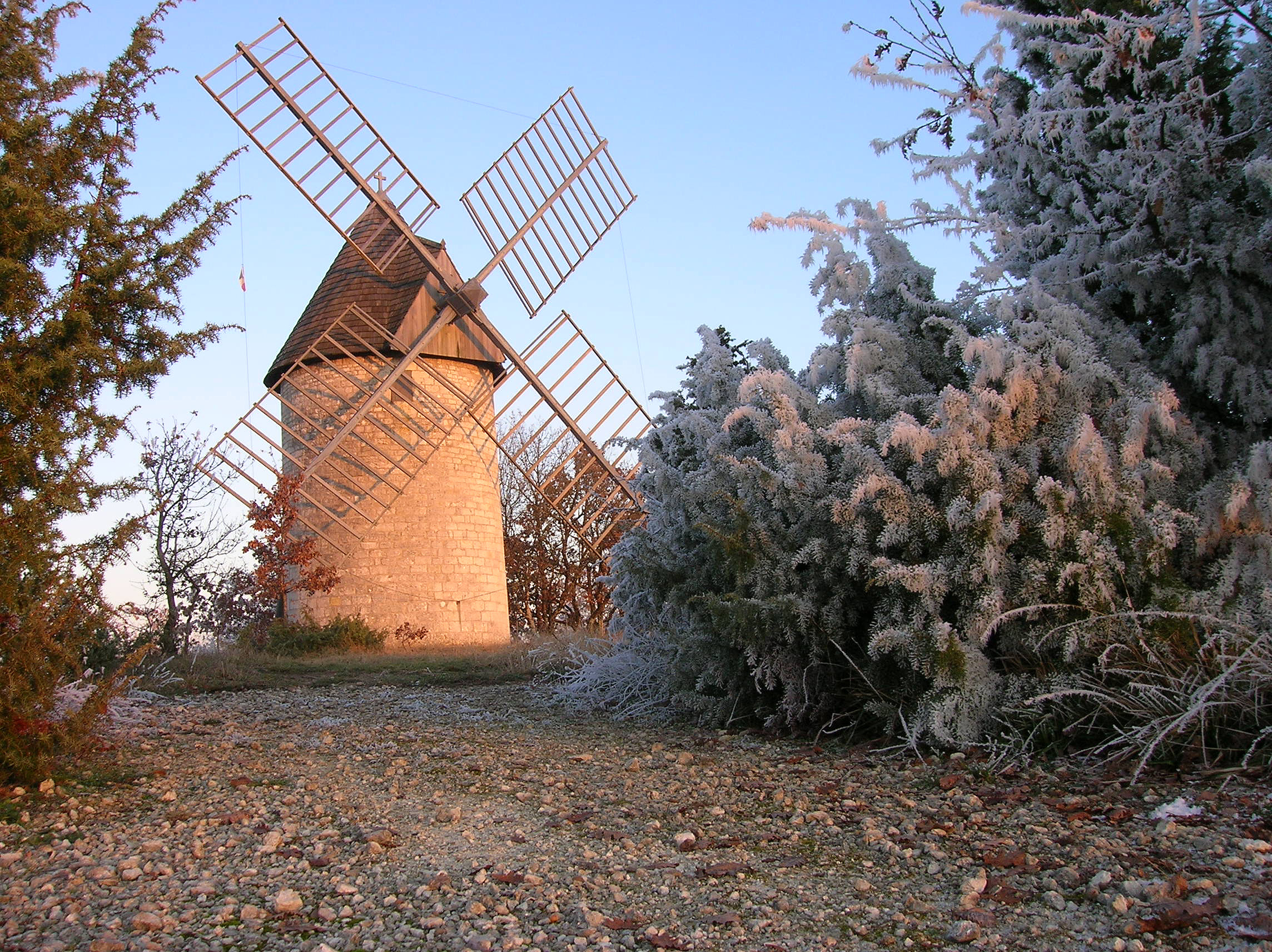
Le moulin de Bagor en automne.
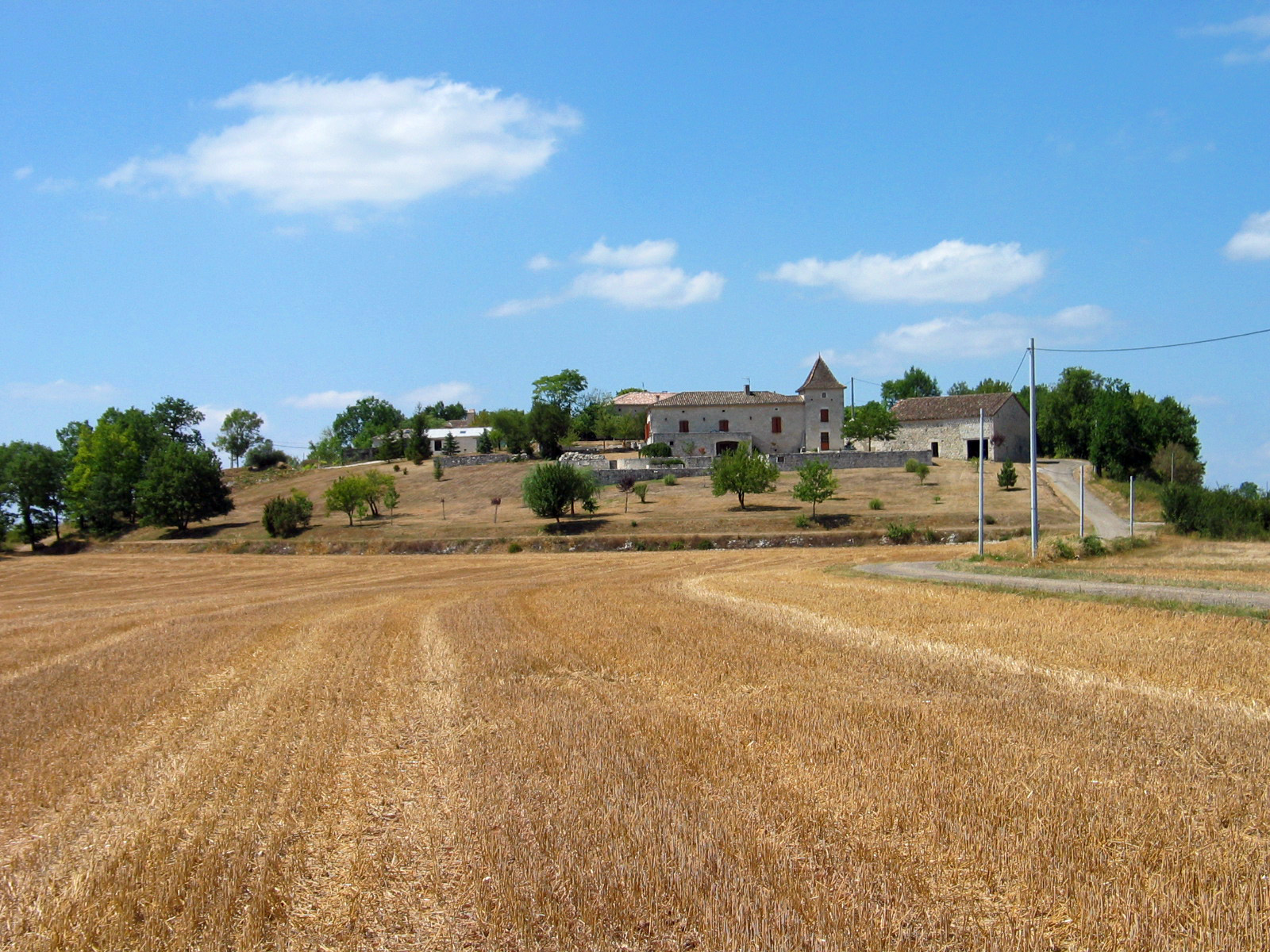
Le hameau en crête du Farguiel en été.
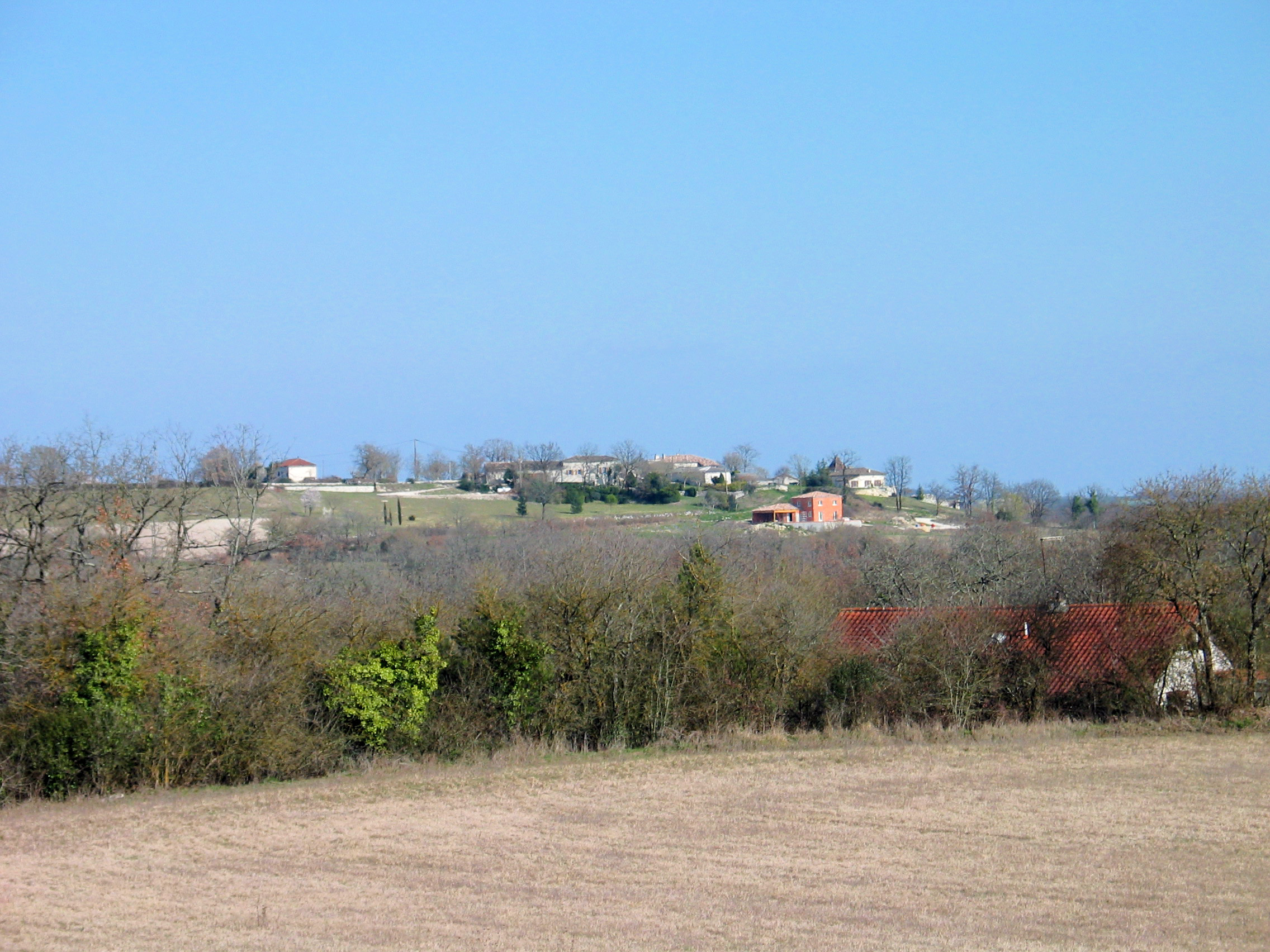
Vue du Farguiel depuis la D 55 entre Couloussac et Moulin-Bessou.
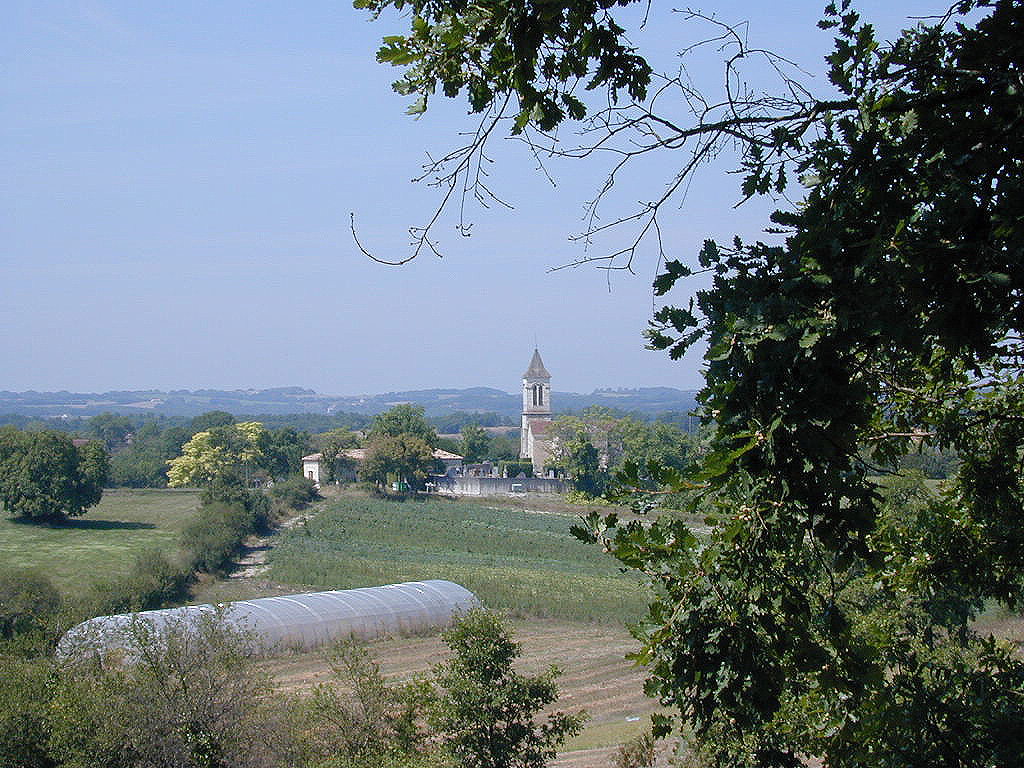
Le hameau de Saint-Félix.
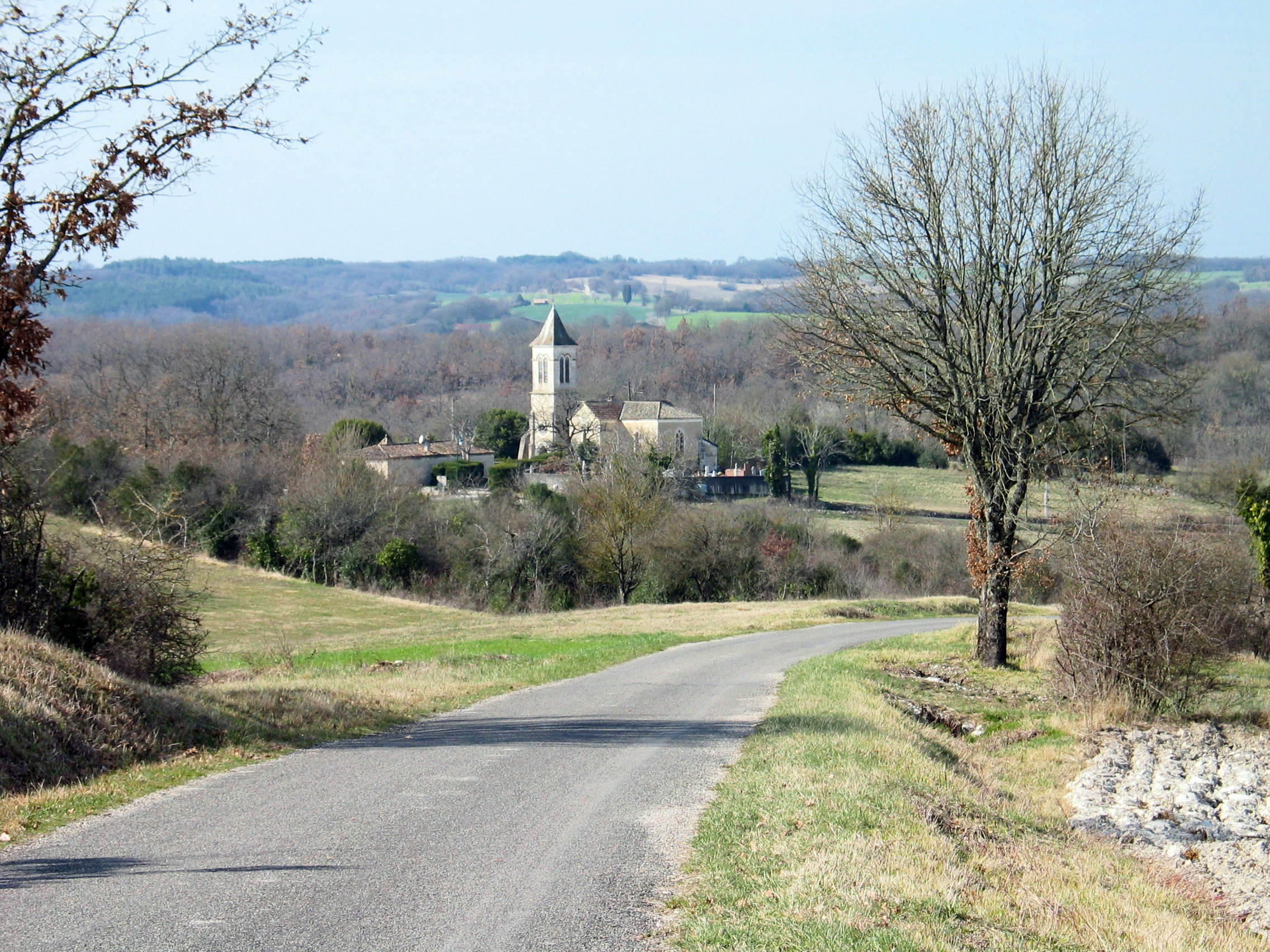
Le hameau de Saint-Félix en hiver.
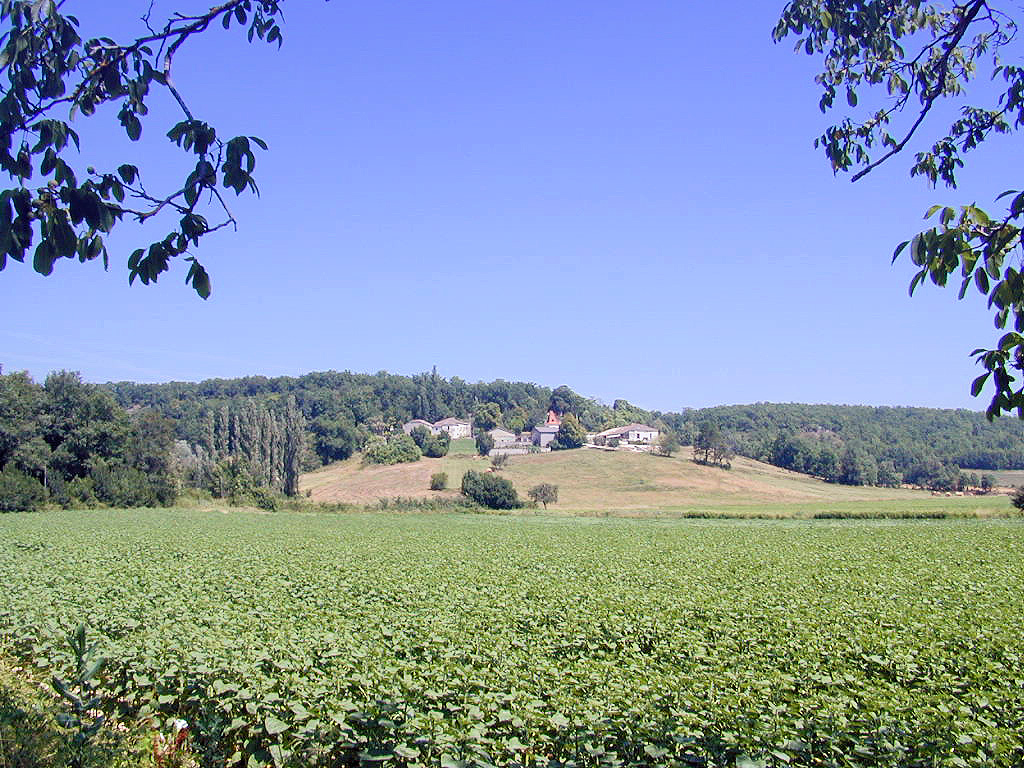
Le hameau de La Roque.
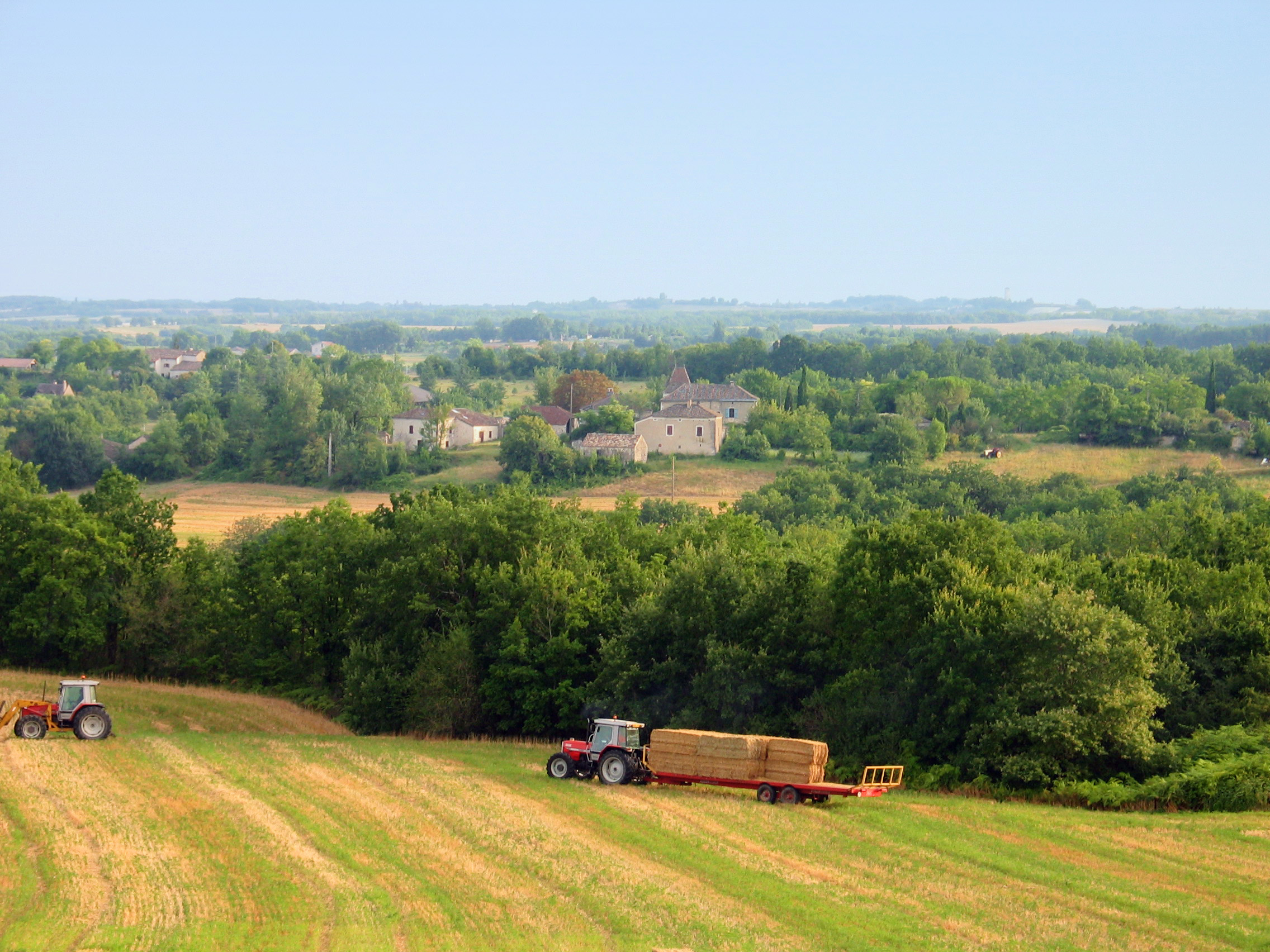
Le hameau de Paillas.

.